# Almási Zoltán
Almási Zoltán (Járdánháza, 1976. augusztus 29. –) magyar sakkozó, nagymester, U18 korosztályos ifjúsági világbajnok (1993), kétszeres sakkolimpiai ezüstérmes, csapatban Európa-bajnoki ezüst- és bronzérmes, kilencszeres magyar sakkbajnok.
Egyike annak az öt magyar sakkozónak, aki átlépte a 2700 Élő-pontos szupernagymesteri határt, és 2011. júliusban elért 2726 pontjával 2016. októberben a sakkozók örökranglistája 55. helyén állt.

## Pályafutása
A nagymesteri címet 1993-ban szerezte meg, 17 évesen.
Magyar bajnok volt 1995-ben, 1997-ben, 1999-ben, 2000-ben, 2003-ban, 2006-ban, 2008-ban, 2009-ben és 2019-ben. (A sakk.terasz.hu portál szerint megfogadta, hogy többször lesz bajnok, mint a rekordtartó Portisch Lajos, aki kilencszer szerezte meg a címet.)

### Világbajnokjelöltek versenye
Az 1998-as sakkvilágbajnoki ciklusban a legjobb 16 között 1997-ben Groningenben Anandtól, a világbajnokjelölti ciklus későbbi győztesétől, Karpov kihívójától kapott ki.
A 2004-es FIDE-sakkvilágbajnokságon a negyedik fordulóig jutott, ahol Rusztam Kaszimdzsanovtól, a későbbi győztestől szenvedett vereséget.

### Kiemelkedő versenyeredményei
- 2005-ben Borisz Gelfand és Viktor Korcsnoj mögött 3. helyezést ért el a Marx György emlékversenyen Pakson.
- 2006-ban Magnus Carlsen és Alekszander Motilev mögött a 3. helyen végzett Wijk aan Zee-ban a Corus sakktorna B versenyén.
- 2008-ban megnyerte a jubileumi, 50. sakktornát Reggio Emiliában.
- 2009-ben megnyerte a Marx György emlékversenyt.[6]
- 2010-ben a rapid Európa-bajnokságon győzedelmeskedett. A pontegyezés miatt előbb Alekszej Shirovot, majd a döntőben Vugar Gasimovot verte.[7]
- 2013-ban megnyerte a 18-as kategóriájú 48. Capablanca-emlékversenyt Havannában, ahol a 10 játszmából 6,5 pontot szerzett, amely 2800-as értéknek felelt meg[8]
- 2014: ACP Golden Classic (Bergamo) 3. helyezés[9]

## Eredményei a válogatott csapatban
A magyar sakkolimpiai csapat törzsökös tagja: tizenháromszor szerepelt a nemzeti csapatban (2018-ig). 2002-ben, amikor a csapat ezüstöt nyert, legeredményesebb tagja Almási volt, aki a lehetséges 13-ból kilenc pontot szerzett. A 2010-es sakkolimpián tábláján a mezőny 2. legjobb eredményét érte el. A 2014-es sakkolimpián az ezüstérmet szerzett magyar válogatott második legjobb pontszerzője volt. A 2016-os sakkolimpián a 3. táblán elért eredményével ezüstérmet szerzett.
Tagja volt a 2011-es sakkvilágbajnokságon 5. helyet szerzett magyar válogatottnak.
Kilenc alkalommal szerepelt a válogatottban Európa-bajnokságokon. Legjobb eredménye csapatban az 1999-ben elért 2., valamint a 2011-ben és 2015-ben elért 3. helyezés, míg egyéniben 2011-ben a 3., 2013-ban a 2. helyet, 2015-ben ismét a 3. helyet szerezte meg tábláján a mezőnyben.
A MITROPA Kupán 1993-ban, 1995-ben és 1999-ben is tagja volt az 1. helyet szerzett magyar csapatnak, a két utóbbi alkalommal a mezőnyben egyénileg is a legjobb eredményt érte el.
Élő-pontszáma 1994-ben lépte át a 2600-at. A 2009. novemberi listán lépte át a 2700-as határt (ekkor 2704 volt). A legmagasabb pontszámát, 2726-ot, 2011. júliusban érte el, legjobb helyezése a világranglistán eddig a 20. hely volt. 2010-ben Magyarország legmagasabb értékszámmal rendelkező játékosa volt. 2017. áprilisban a FIDE hivatalos ranglistáján 2696 Élő-ponttal a 48. helyen, a magyarok rangsorában a 2. helyen állt.
A Honvéd Auróra Sportegyesület játékosa.

## Díjai, elismerései
- Az 1993-as év legjobb fiú sakkozója[20]
- A Magyar Köztársasági Érdemrend lovagkeresztje (2003)[21]
- Az év sportcsapata 3. hely (2002)[22][23]
- Az év magyar sakkozója (1993, 1995, 1997, 1998, 2009, 2010, 2011, 2016[24])